# Plecat fără adresă (film)
Plecat fără adresă (titlul original: în franceză Sans laisser d'adresse) este un film de comedie dramatică francez, realizat în 1951 de regizorul Jean-Paul Le Chanois, protagoniști fiind actorii Bernard Blier, Danièle Delorme, Gérard Oury și Simone Signoret. 

## Conținut
Acțiunea are loc la Paris, în mediul șoferilor de taxi și al jurnalismului. Émile Gauthier, șofer de taxi, o ajută pe Thérèse Ravenaz la Gare de Lyon, o tânără provincială venită la Paris pentru a-l găsi pe tatăl copilului ei care a plecat fără să lase vre-o adresă. Nu are bani și pleacă, cu ajutorul șoferului bun la suflet, în căutarea prietenului ei. Pe drum spre diferitele adrese, fostul iubit este un jurnalist cu multe aventuri feminine iar tânăra descoperă că el este căsătorit și tată de familie.
Supărată, se lasă convinsă să se întoarcă la casa tatălui ei. La scurt timp după ce a lăsat-o la Gare de Lyon, Emile află că soția sa, care aștepta un copil, a fost transportată la spital unde a născut o fetiță. În curtea spitalului Hotel-Dieu, Emile este martor la sosirea unei ambulanțe care transporta o femeie care s-a sinucis. El este apoi cuprins de teama că Thérèse va încerca și ea să se sinucidă.
Întors imediat la gară ca să o caute, cu ajutorul altor taximetriști o găsește în sfârșit pe malul Senei. Emile și soția lui, la fel de caritabilă ca și el, o vor primi pe Thérèse împreună cu băiețelul ei în casa lor.

## Distribuție
- Bernard Blier – Émile Gauthier, șofer de taxi
- Danièle Delorme – Thérèse Ravenaz, o provincială
- Julien Carette – tapițerul la dl. Forestier
- Pierre Trabaud – Gaston, șoferul de taxi amorezat de Raymonde
- Gérard Oury – un jurnalist gelos
- France Roche – Catherine, o jurnalistă
- Yvette Étiévant – Adrienne Gauthier, soția lui Émile
- Arlette Marchal – doamna Forestier
- Sophie Leclair – Raymonde, iubita lui Gaston
- Albert Michel – domnul Marpin, un viitor tată
- Jean Sylvère – domnul Lainé, un viitor tată
- Michel Etcheverry – domnul Langlois, un viitor tată
- Simone Signoret – o jurnalistă
- Juliette Gréco – ea însăși
- Pierre Mondy – prietenul lui Forestier
- Jacques Dynam – jurnalistul fotograf
- Louis de Funès – un viitor tată în sala de așteptare
- Georgette Anys – portăreasa la Forestier
- Marcelle Arnold – Marguerite Forestier, soția dentistului
- Christian Lude – Marcel Forestier, dentistul
- Michel Piccoli – un jurnalist prieten cu Catherine
- Colette Régis – o femeie în taxi
- Léon Larive – clientul masiv din taxi
- Jean Sylvain – un client du taxi
- Eugène Yvernes – un client du taxi
- Marcel Charvey – un client du taxi
- Michel Nastorg – pacientul la dentist
- René Hell – un jurnalist
- Gustave Gallet – un jurnalist
- Jacques Harden – un jurnalist în clubul de noapte
- Paul Faivre – delegatul sindicatului
- Germaine Stainval – doamna pentru operă
- Huguette Faget – asistentul social
- Pâquerette – bătrâna din stradă
- Geneviève Morel – vecina lui Emile
- Julienne Paroli – o portăreasă
- Marcel Magnat – le concierge agent de police
- Paul Ville – Victor, șoferul care nu este de acord
- Claire Olivier – o dactilografă la ziar
- Denise Prêcheur – o dactilografă la ziar
- Henri Coutet – Alfred, un tipograf
- Madeleine Barbulée – vânzătorul de jocuri
- Gilberte Géniat – un client
- Maurice Marceau – controlorul
- Jean Berton – agentul de executare
- Albert Malbert – portarul la HLM
- Jean-Paul Le Chanois – un asistent coborând din ambulanță
- Hubert de Lapparent – un măturător
- Malka Vérone – fata care a fugit
- Simone Gusin – o infirmieră
- Laure Paillette – doamna din gară
- Pierre Ferval – pescarul care găsește copilul
- José Casa – domnul care caută trenul spre Marsilia
- René Clermont – un jurnalist
- Maurice Chevit – o prostituată în gară
- Jacky Blanchot – un bărbat în Saint-Germain-des-Prés
- Jean Blancheur – omul care scotocește în coșul de gunoi
- Annie Girardot – apariție ca o tânără care întreabă dacă taxiul este liber

## Coloana sonoră
- La Fiancée du Prestidigitateur – muzica de Joseph Kosma, textul de Jean-Paul Le Chanois, interpretat de Juliette Gréco

## Premii și nominalizări
- 1951 – Festivalul de Film de la Berlin
  - Premiul Ursul de Aur (categoria „Comedie”)
- 1951 – Festivalul de Film de la Karlovy Vary
  - Premiul Cel mai bun regizor lui Jean-Paul Le Chanois